# 由比光衛

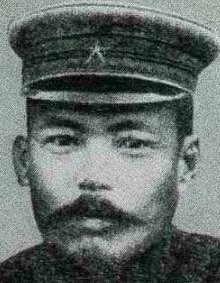

由比光衛（日语：由比 光衛，ゆひ みつえ，1860年11月27日—1925年9月18日），日本高知縣人，大日本帝国陆军陸軍大将。

## 生平
他是由比光索（土佐藩士）的長男。早年入土佐海南私塾，后来成为陸軍士官学校幼年生。1882年12月，他于陸軍士官学校（旧5期）毕业，任陸軍少尉。1891年11月，自陸軍大学校（7期）首席毕业。此后历任陸軍士官学校教官、大本营参謀。甲午战争中，任第2軍参謀，随军出征。1895年至1899年，他在英国留学。此後，他历任西部都督部参謀、臨時清国派遣隊参謀、第5师团参謀、参謀本部2部欧洲班長。
日俄战争中，他任第2軍参謀副長，随军出征，和该軍参謀長落合丰三郎少将对立。奉天会战前，他调任第8師团参謀長，率军参战。1909年5月，晋级陸軍少将，任步兵第27旅団長、参謀本部第1部長。1914年5月，晋升陸軍中将，此后历任陸軍大学校校長、第15師团長、近衛師团長。西伯利亚干涉中，任浦盐派遣軍的参謀長。此後，任青島守備軍司令官。1919年11月，升任陸軍大将、軍事参議官。1923年被编入预备役。
1925年9月18日逝世。